# Skalka nad Váhom
Pour les articles homonymes, voir Skalka.
Skalka nad Váhom (en hongrois : Vágsziklás) est une commune du district de Trenčín, dans la région de Trenčín, en Slovaquie.

## Histoire
La première mention écrite du village date de 1208.

## Démographie

### Évolution de la population
| Année:               | 1994. | 2004.    | 2014.   | 2024.   |
| -------------------- | ----- | -------- | ------- | ------- |
| Nombre de personnes: | 974   | 1077     | 1173    | 1278    |
| Différence:          |       | +10,57 % | +8,91 % | +8,95 % |

| Année:               | 2023. | 2024.   |
| -------------------- | ----- | ------- |
| Nombre de personnes: | 1226  | 1278    |
| Différence:          |       | +4,24 % |